# Seznam skladeb Moritze Moszkowského

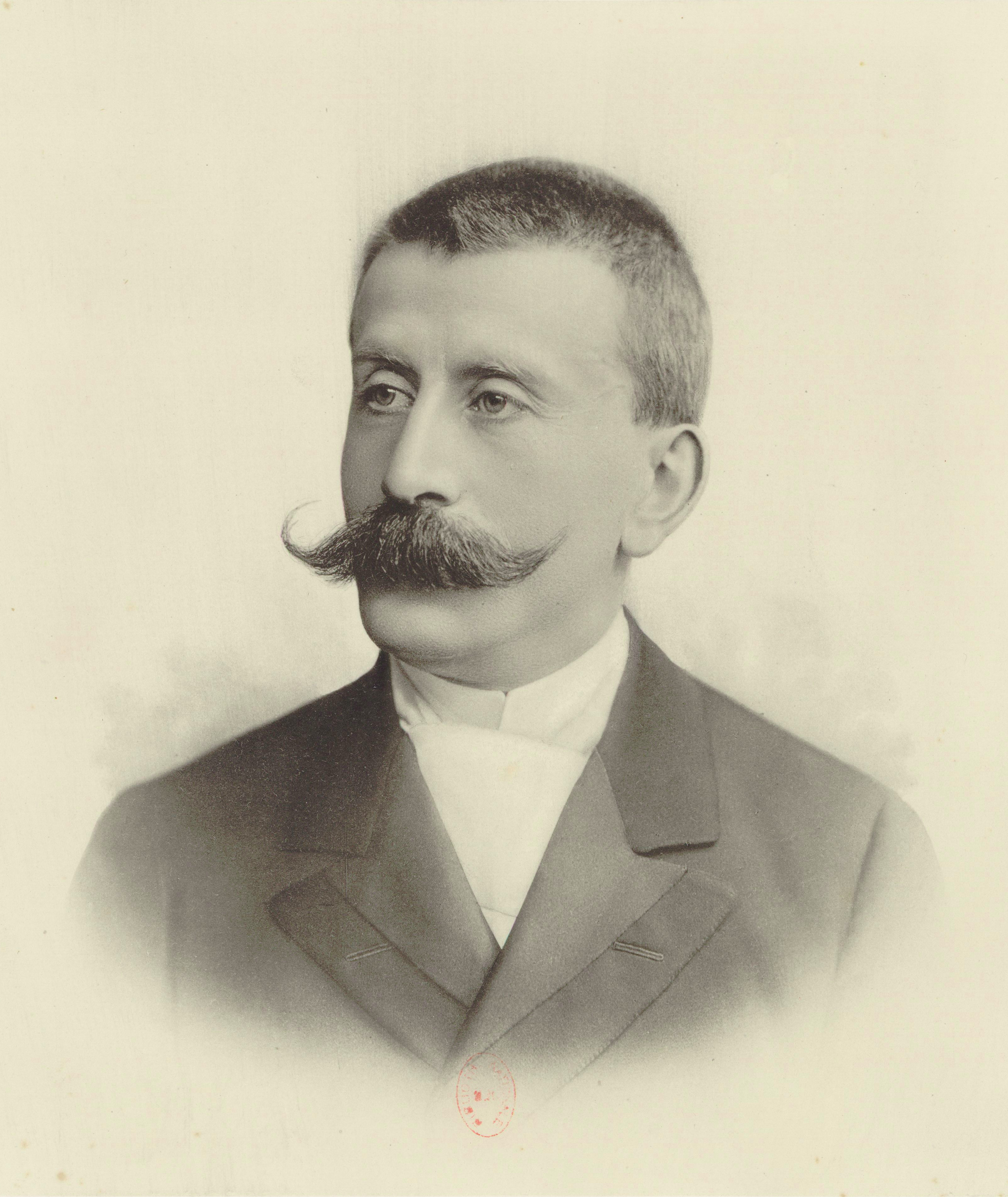
Moritz Moszkowski

Moritz Moszkowski (též Maurice Moszkowski, 23. srpna 1854 Vratislav, Polsko – 4. března 1925 Paříž, Francie) byl německý hudební skladatel a klavírista polsko-židovského původu.

## Díla v pořadí opusových čísel
- Scherzo in B♭ major, op. 1
- Albumblatt, op. 2
- Klavírní koncert č. 1, h-moll, op. 3 (nepublikováno)
- Caprice, op. 4
- Hommage à Schumann, op. 5
- Fantaisie Impromptu, op. 6
- 3 Moments musicaux, op. 7
- 5 Valses, op. 8
- 2 písně, op. 9
- Skizzy, op. 10
- 3 Stücke, op. 11
- 5 Spanish Dances, op. 12
- 3 písně, op. 13
- Humoreska, op. 14
- 6 Klavierstücke, op. 15
- 2 koncertní skladby (Ballade, Bolero) pro housle a orchestr, op. 16
- 3 Klavierstücke in Tanzform, op. 17
- 5 Klavierstücke, op. 18
- Johanna d'Arc, symfonická báseň, op. 19
- Allegro scherzando, op. 20
- Album Espagnol, op. 21
- Slzy, op. 22
- Ze všech konců světa, op. 23
- 3 Concert Studies, op. 24
- Deutsche Reigen, op. 25
- 3 básně v lidovém duchu, op. 26
- 2 Piano Pieces, op. 27
- 5 Miniatures, op. 28
- 3 skladby pro cello a piano, op. 29
- Houslový koncert, op. 30
- 6 Morceaux, op. 31
- 3 klavírní skladby, op. 32
- 4 skladby pro klavír na čtyři ruce, op. 33
- 3 Morceaux, op. 34
- 4 Morceaux, op. 35
- 8 Morceaux caractéristiques, op. 36
- Caprice espagnol, op. 37
- 4 Morceaux, op. 38
- Suite d'Orchestre No. 1, op. 39
- Scherzo, Valse, op. 40
- Gondoliera, op. 41
- 3 Morceaux poétiques, op. 42
- Cortège et Gavotte, op. 43
- Der Schäfer putzte sich zum Tanz, op. 44
- 2 Piano Pieces, op. 45
- Valse and Mazurka, op. 46
- Suite d'Orchestre No. 2, op. 47
- 2 Concert Etudes, op. 48
- Boabdil, opera, op. 49
- Suite pro piano solo, op. 50
- Fackeltanz, op. 51
- 6 fantazií, op. 52
- Laurin, ballet, op. 53
- 3 kousky, op. 54
- 4 polské lidové tance, op. 55
- 6 hudebních kusů ke Grabbeho 'Don Juan a Faust', op. 56
- Frühling, 5 piano pieces, op. 57
- Tristesses et sourires pro klavír sólo, op. 58
- Piano Concerto, op. 59
- 3 Mazurkas, op. 60
- 3 Arabesques, op. 61
- Romance and Scherzo, op. 62
- 3 Bagatelles, op. 63
- Studies in Double Notes, op. 64
- 3 Nouvelles Danses Espagnoles pro klavír na čtyři ruce, op. 65
- Pensées fugitives, op. 66
- 2 Morceaux, op. 67
- 4 Morceaux, op. 68
- Valse de concert, op. 69
- 2 Morceaux, op. 70
- Suite pro dvoje housle a klavír, op. 71
- 15 Etudes de Virtuosité, op. 72
- 3 Morceaux, op. 73
- Kaleidoskop pro klavír na čtyři ruce, op. 74
- 2 Morceaux, op. 75
- 3 Morceaux, op. 76
- 10 Pièces mignonnes pro klavír sólo, op. 77
- 3 Etudes, op. 78
- Suite d'Orchestre No.3, op. 79
- 2 Morceaux, op. 80
- 6 Morceaux, op. 81
- 4 Morceaux pro housle a klavír, op. 82
- 6 Morceaux, op. 83
- 4 Moments musicaux, op. 84
- Prelude & Fugue pro smyčcový oechestr, op. 85
- 3 Morceaux, op. 86
- 3 Morceaux, op. 87
- Grande valse de concert, op. 88
- Tanz Momente, op. 89
- Introduction & Allegro pro varhany, op. 90
- 20 Petites Etudes, op. 91
- 12 Etudes pro levou ruku, op. 92
- 6 Morceaux, op. 93
- 10 Petits morceaux, op. 94
- 5 Pièces brèves, op. 95
- Le maître et l'élève pro klavír na čtyři ruce, op. 96
- Esquisses techniques, op. 97

## Díla bez opusového čísla
- Complainte (1911)
- Barcarolla z Hoffmanovýách povídek (Offenbach)
- Caprice Espagnol
- Chanson Boheme z Carmen (Bizet)
- Uherské tance, WoO 1 (No. 1-10) (Brahms)
- Smrt Isoldy z opery Tristan a Isolda (Wagner)
- Parafráse na Venusberg Bacchanale z opery Tannhauser (Wagner)
- Téma a variace na "Anton Notenquetscher" ve stylu různých skladatelů
- Valse brillante
- Jak jsem psal Španělské tance
- Symfonie d-moll (MoszWV 146), 1873
- Transkripce původně vydané v The Etude Magazine

## Klavírní transkripce
- Beethoven: Menuet in G (No. 2), Etude v. 36 no. 12
- Mozart: Menuet z opery “Don Juan”, Etude v. 37 no. 1
- Händel: Lascia ch’io Pianga, Etude v. 37 no. 4
- Händel: Sbor z oratoria Juda Makabejský, Etude v. 37 no .6
- Moszkowski: Polská ukolébavka, op.38 Berceuse, Etude
- Mozart: Romance z klavírního koncert č. 20 d-moll, Etude v. 37 no. 7
- Beethoven: Fragment z houslové sonáty c-moll, Etude v. 37 no. 8
- Chopin: Valse, op. 64, č. 1, Etude v. 37 no. 12
- Mendelssohn: Nocturno (Sen noci svatojánské), Etude v. 38 no. 5
- Beethoven: Fragment z Císařského koncertu, Etude v. 39 no. 11
- Handel: Sbor z oratoria Juda Makabejský (pro čtyři ruce), Etude v. 40 no. 3
- Mozart, Menuet z opery “Don Juan” (pro čtyři ruce), Etude v. 40 no. 9